# Sport con la palla

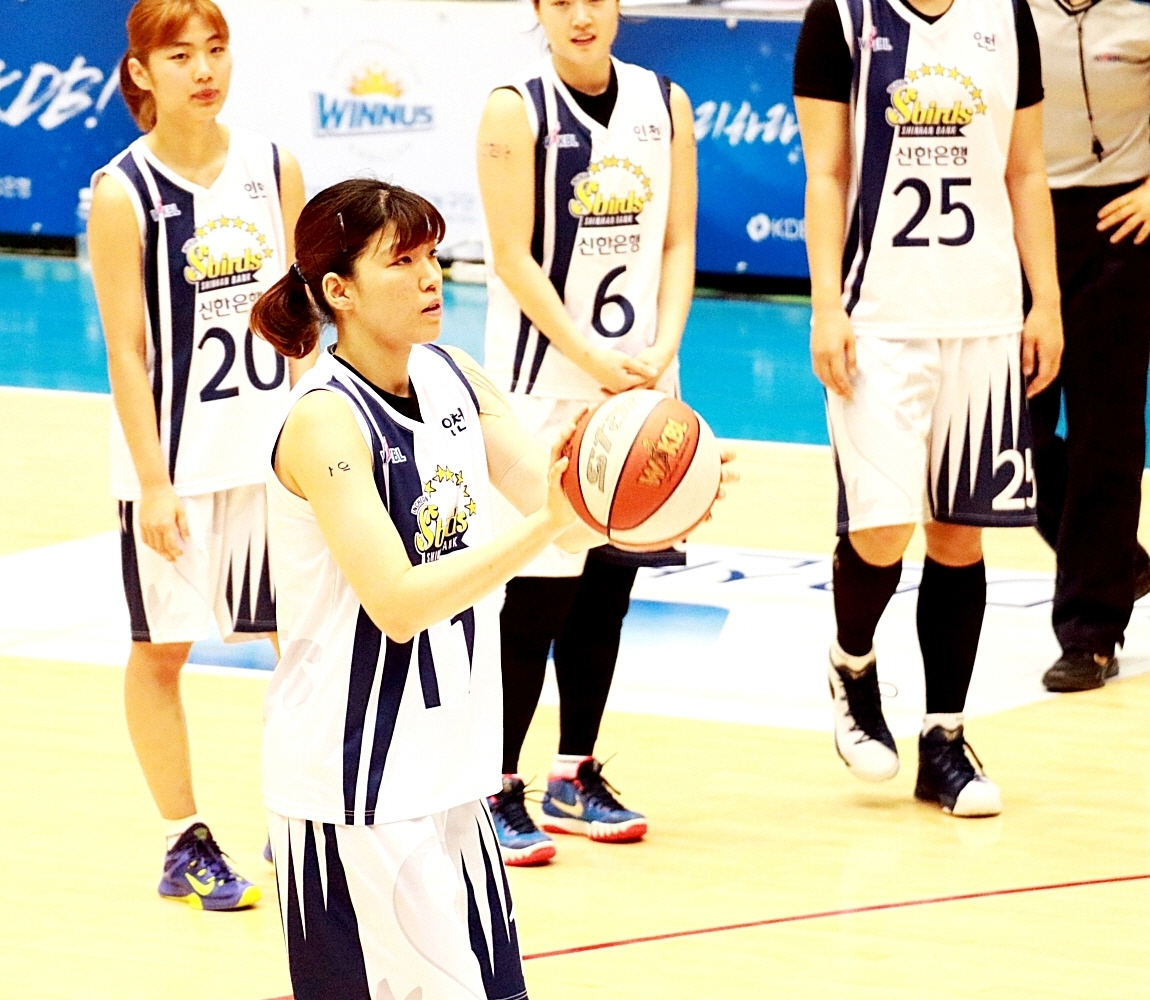
Pallacanestro

Sport con la palla, anche giochi con la palla, è ogni forma di sport o gioco avente come caratteristica una palla come parte del gioco. Ciò include sia alcuni sport individuali sia un'ampia famiglia di sport di squadra.
Tali sport hanno diverse regole e storie e sono di origini molto diverse. Gli sport con la palla possono essere ricondotti ad alcune grandi famiglie:
- sport di tipo "batti e corri", come il cricket e il baseball;
- sport con la racchetta, come il tennis, lo squash, il badminton, e alcuni sport sferistici.
- sport in cui si colpisce la palla con la mano o con un altro attrezzo, come la pallapugno, il tamburello e altri sport sferistici.
- Sport in cui si fa gol, di solito giochi di squadra come la pallacanestro, il netball, tutte le forme di "calcio" (calcio, rugby, football americano, football canadese, football australiano, calcio gaelico, ecc.), pallamano, pallanuoto, lacrosse, la famiglia degli hockey (hockey su prato, hockey su pista, hockey in-line), la famiglia dei polo (polo, elephant polo, bike polo, canoa polo).
- sport con la rete senza racchetta, come la pallavolo e il sepak takraw;
- sport con un obiettivo di precisione o di destrezza, come il bowling, le bocce, il croquet, il golf o il biliardo, nelle sue varie forme.

In una visione più ampia potrebbero considerarsi "sport con la palla" anche l'hockey su ghiaccio e il curling, seppur non usino esattamente una sfera. Anche l'ultimate è simile per concezione agli sport con la palla, sebbene usi un frisbee in luogo della palla. Inoltre la palla è uno degli attrezzi usati nella ginnastica ritmica.
La maggior parte degli sport con la palla utilizza una sola palla, su cui si concentra l'azione del gioco. Esistono tuttavia alcune discipline moderne che ne utilizzano più di una, come il dodgeball o il quadball.